# Solacher/Melchenbühl
Solacher/Melchenbühl ist ein Quartier der Stadt Bern. Es gehört zu den 2011 bernweit festgelegten 114 gebräuchlichen Quartieren und liegt im Stadtteil IV Kirchenfeld-Schosshalde, dort im statistischen Bezirk Murifeld. Es ist das östlichste Quartier von Bern und grenzt an die Quartiere Wittigkofen und Merzenacker. Es bildet die Stadtgrenze zu Ostermundigen und Melchenbühl als Ortsteil von Muri.
Im Jahr 2022 lebten im Quartier 32 Personen.
Das Gelände wird vorwiegend landwirtschaftlich genutzt, was vor allem vom Melchenbühlgut aus geschieht. Auf einer Anhöhe in der Nähe befindet sich das Grabdenkmal für Marie Berset-Müller (1815–1898), Gründerin der Berset-Müller-Stiftung, ihren Gatten und ihre Tochter. Sie vermachte ihre Besitzung im Melchenbühl der Eidgenossenschaft als Altersheim für Lehrer, Lehrerinnen und Lehrerswitwen. Seit 1980 ist das Melchenbühl mit dem Namen Terra vecchia eine Arbeits- und Wohngemeinschaft für die Wiedereingliederung Drogenabhängiger. Im ehemaligen Altersheim unterhält die Stiftung heute den Bereich «Bau und Renovation».
Im westlichsten Zipfel liegen Gebäude um den Henzistock, die nördlich vom Melchenbühlweg zum Ensemble vom Schloss Wittigkofen gehören.
Postalisch gehört der Westteil (Gut und Stiftung) zu Muri (Postleitzahl 3073).